# Amblard d'Entremont
Amblard d'Entremont († 1308) est un prélat du tout début du XIVe siècle, évêque de Maurienne.

## Biographie

### Origines
Amblard d'Entremont, d'après le chanoine Angley, appartient à une illustre famille, très probablement la famille de Montbel d'Entremont, puisque le chanoine précise « On croit que quelques uns de ses ancêtres avaient servi dans les croisades et s'y étaient acquis de la gloire par divers exploits ». Bruno Galland précise qu'il s'agit « d'un prélat très lié, par sa famille et sa carrière antérieure, aux intérêts savoyards », c'est-à-dire de la maison de Savoie.
Joseph-Antoine Besson indique que cet Amblard d'Entremont « avait enseigné les lois avant de parvenir aux dignités ecclésiastiques ». Un Amblard d'Enremont, au cours de la même période, est qualifié de juge ou de professeur en lois dans le Régeste genevois, sans lien avec l'évêque.
Son neveu, Pierre Amblard, est chanoine de Maurienne prévôt de Sainte-Catherine d'Aiguebelle (après 1303) et prieur de l'l'Hôpital à Saint-Jean (en 1308).

### Carrière ecclésiastique
Gabrielle Michaux indique qu'il a été un ancien préchantre d'Aiguebelle, en 1260. Il est archidiacre de Tarantaise lorsqu'il est désigné, vers l'an 1300, pour succéder à l'évêque Aimon de Miolans sur le siège du diocèse de Maurienne,,. Le chanoine Gros donne pour début de son épiscopat l'an 1302. Amblard d'Entremont avait été témoin d'un projet de mariage, en 1297, entre l'une des filles du comte Amédée V de Savoie et le fils du comte de Genève.
En 1302, il représente le comte de Savoie dans une rencontre avec roi de France, à Lyon, dans le contexte du conflit opposant la Savoie au Dauphiné. Quatre ans plus tard, il est l'un des quatre témoins du comte dans une trêve signée avec le comte de Genève, le 15 janvier 1306,.
Le 27 novembre 1306 (cf. Billiet), l'évêque effectue une transaction avec le comte Amédée V de Savoie, concernant la chapitre de la collégiale Sainte-Catherine de Randens (Aiguebelle). Amblard d'Entremont revendique et garde les bénéfices de la collégiale, tandis que Amédée V celui d'être reconnu comme le patron de celle-ci « par droit d'héritage », accordé quelques années auparavant par Boniface VIII.

### Mort et sépulture
Amblard d'Entremont meurt « le quatrième dimanche après Pâques 1508 », soit le 24 avril 1308, au château de La Garde, à Villargondran,. Il se rendait très régulièrement à l'office de la chapelle du château, soit à 5 km de distance en amont de la cité épiscopale.
Son corps est enseveli au pied l'autel de Sainte Thècle de la cathédrale Saint-Jean-Baptiste,.